# Doesn't Really Matter
Doesn't Really Matter è un singolo pubblicato nel 2000 dalla cantante statunitense Janet Jackson. È un brano incluso nella colonna sonora del film La famiglia del professore matto e nell'album della Jackson All for You.

## Descrizione
La canzone è il tema portante del film La famiglia del professore matto, nel quale la Jackson recita al fianco di Eddie Murphy. Fu il nono singolo della cantante ad arrivare alla posizione numero uno della classifica di Billboard, dove rimase per tre settimane, rendendo la popstar la prima artista nella storia ad avere raggiunto la vetta della classifica negli anni Ottanta, Novanta e Duemila. Un remix alternativo del brano fu successivamente incluso nel suo settimo album All for You. Quella versione fu eseguita dalla cantante agli MTV Video Music Awards del 2000. La canzone comparve anche nel videogioco Dance Dance Revolution SuperNova e ne fu realizzata una cover in giapponese da Hitomi Shimatani con il titolo Papillon.

## Il video
Il videoclip, diretto da Joseph Kahn, è di genere fantascientifico, ispirato agli anime giapponesi. Vi compaiono cani meccanici Aibo, vestiti che si trasformano, piattaforme fluttuanti e un futuristico veicolo Acura CL-X.
La cantante si esibisce in alcune coreografie con i suoi ballerini mentre uno schermo proietta scene dei videogiochi della Dreamcast Jet Grind Radio e Shenmue.
MTV, oltre al video stesso, mandò in onda il 28 giugno 2000 le riprese sulla sua realizzazione. Il video fu pubblicato sia nel CD del singolo che tra gli extra del DVD e della VHS del film La famiglia del professore matto.

## Tracce
Singolo CD Europa
1. Doesn't Really Matter (Radio Edit) – 4:00
2. Doesn't Really Matter (Jonathan Peters Club Mix) – 8:49

Singolo maxi CD Europa/Australia/Giappone/Taiwan
1. Doesn't Really Matter (Radio Edit) – 4:00
2. Doesn't Really Matter (Rockwilder Mix) – 5:04
3. Doesn't Really Matter (Jonathan Peters Club Mix) – 8:49
4. Doesn't Really Matter (Video)

Singolo vinile 12" Regno Unito
1. Doesn't Really Matter (Radio Edit) – 4:00
2. Doesn't Really Matter (Rockwilder Mix) – 5:04
3. Doesn't Really Matter (Jonathan Peters Club Mix) – 8:49
4. Doesn't Really Matter (Instrumental) – 4:37
5. Doesn't Really Matter (Spensane Get Up Extended Mix) – 6:33
6. Doesn't Really Matter (Jonathan Peters Soundfactory Dub) – 8:31

Singolo vinile 12" Stati Uniti
1. Doesn't Really Matter (Rockwilder Mix/Dance All Day Extended Mix) – 5:01
2. Doesn't Really Matter (Jonathan Peters Club Mix) – 8:49
3. Doesn't Really Matter (Spensane Get Up Extended Mix) – 6:33
4. Doesn't Really Matter (Rockwilder Instrumental) – 4:59
5. Doesn't Really Matter (Jonathan Peters Soundfactory Dub) – 8:31
6. Doesn't Really Matter (Spensane Get Up Dub Mix) – 4:10

Singolo CD Stati Uniti
1. Doesn't Really Matter (Radio Edit) – 4:00
2. Doesn't Really Matter (Rockwilder Mix/Dance All Day Extended Mix) – 5:01
3. Doesn't Really Matter (Jonathan Peters Club Mix) – 8:49
4. Doesn't Really Matter (Spensane Get Up Extended Mix) – 6:33

### Remix ufficiali
1. Original Soundtrack Version – 4:55
2. Album Version – 4:25
3. Radio Edit – 4:16
4. Instrumental – 4:38
5. Soundtrack to the Video – 4:36
6. Jonathan Peters Club Mix – 8:49
7. Jonathan Peters Soundfactory Dub – 8:31
8. Spensane Get Up Extended Mix – 6:33
9. Spensane Get Up Dub Mix – 4:10
10. Rockwilder Mix/Dance All Day Extended Mix – 5:01
11. Rockwilder Instrumental – 4:59
12. Call out Research Hook – 0:14

## Classifiche
| Classifica (2000)                      | Massima posizione |
| -------------------------------------- | ----------------- |
| Australia                              | 28                |
| Belgio (Fiandre)                       | 28                |
| Belgio (Vallonia)                      | 13                |
| Canada                                 | 6                 |
| Danimarca                              | 9                 |
| Paesi Bassi                            | 11                |
| Francia                                | 40                |
| Germania                               | 23                |
| Irlanda                                | 21                |
| Italia                                 | 10                |
| Nuova Zelanda                          | 27                |
| Norvegia                               | 13                |
| Svezia                                 | 14                |
| Svizzera                               | 17                |
| Regno Unito                            | 5                 |
| Rhythm and blues/hip hop (Regno Unito) | 2                 |
| Billboard (USA)                        | 1                 |
| Rhythm and blues/hip hop (USA)         | 3                 |
| Dance (USA)                            | 9                 |
| The ARC Weekly (USA)                   | 1                 |